# Carl Gustaf Nyström
(Carl) Gustaf Nyström (Helsinki, 21 januari 1856 - aldaar, 30 december 1917) was een Fins architect die wordt gezien als een van de belangrijkste 19e-eeuwse architecten in zijn land.

## Carrière
Nyström studeerde architectuur aan de polytechnische school in Helsinki (tegenwoordig de Aalto-universiteit) en studeerde af in 1876. Nadat hij een aantal jaren gewerkt had als assistent van Heinrich von Ferstel in Wenen, keerde hij in 1879 terug naar Helsinki, waar hij hoogleraar architectuur werd. In 1908 werd hij rector van het Polytechnisch Instituut. Hij maakte de architectuuropleiding, die vooral gericht was op het artistieke en esthetische aspect, minder eenzijdig door een degelijke bouwkundige scholing toe te voegen.
Zijn bouwstijl wordt wel eclectisch genoemd. Hij geldt als de laatste grote vertegenwoordiger van de neorenaissance in de Finse architectuur. Zijn studenten, onder wie Birger Brunila, Jarl Eklund, Sigurd Frosterus, Einar Sjöström en Wäinö Palmqvist, tendeerden naar modernere richtingen.

## Afbeeldingen

Nationaal archief van Finland (Helsinki)
Huis van de landgoederen (Helsinki)
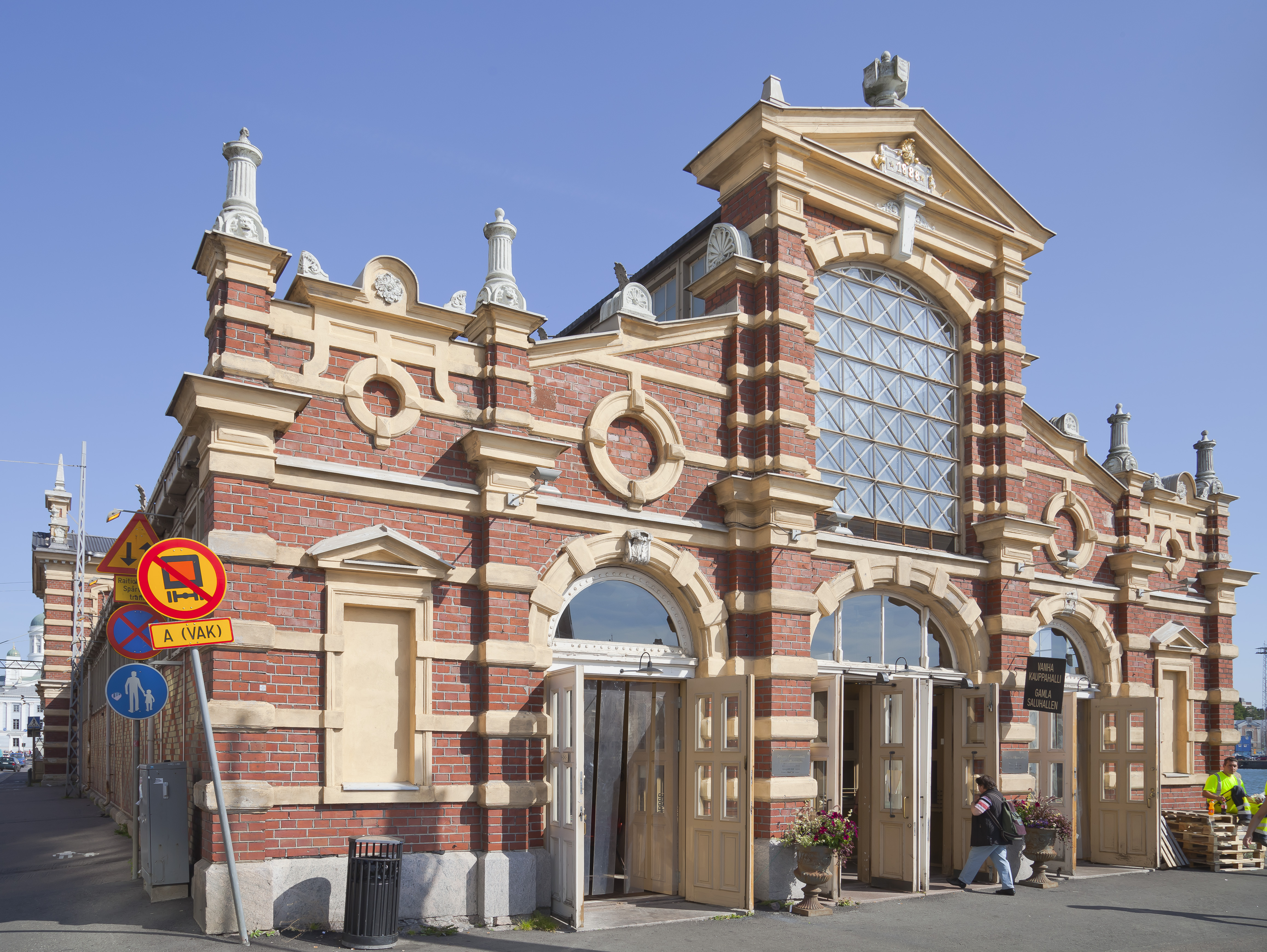
Oude markthal (Helsinki)
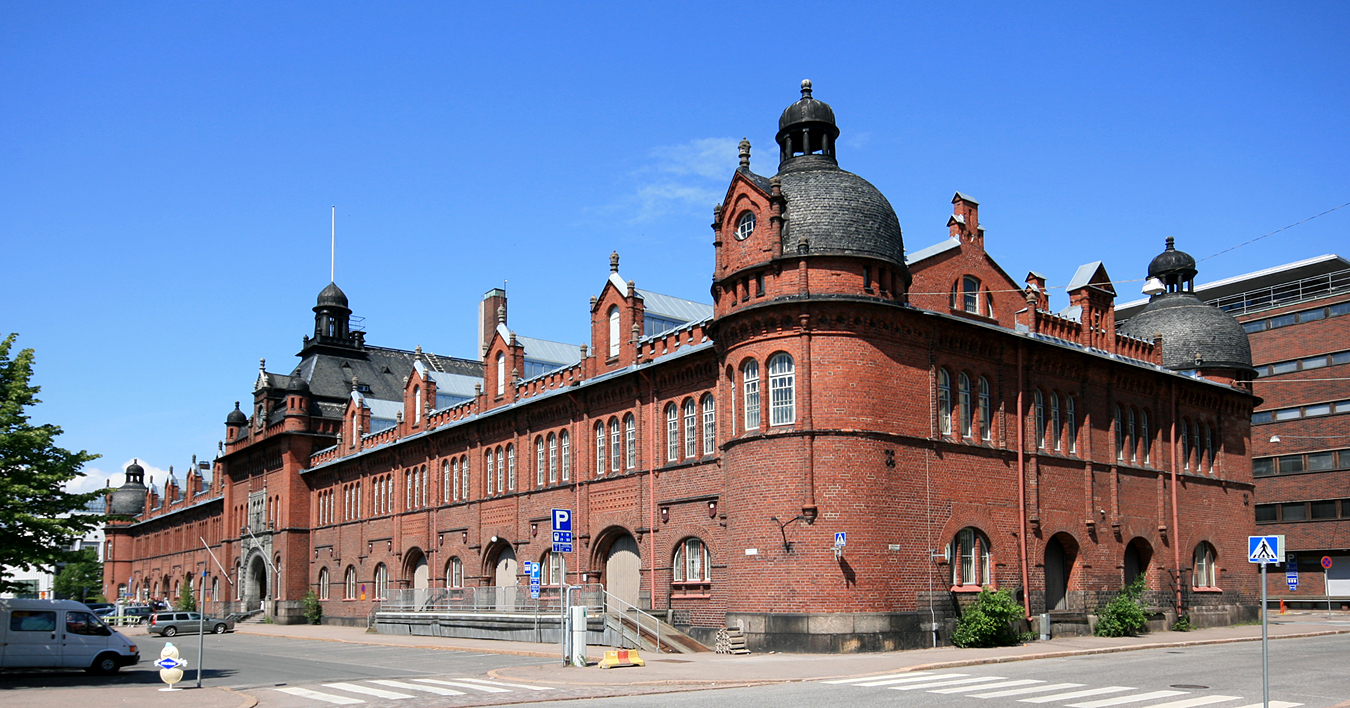
Douane en opslaghuis (Helsinki)
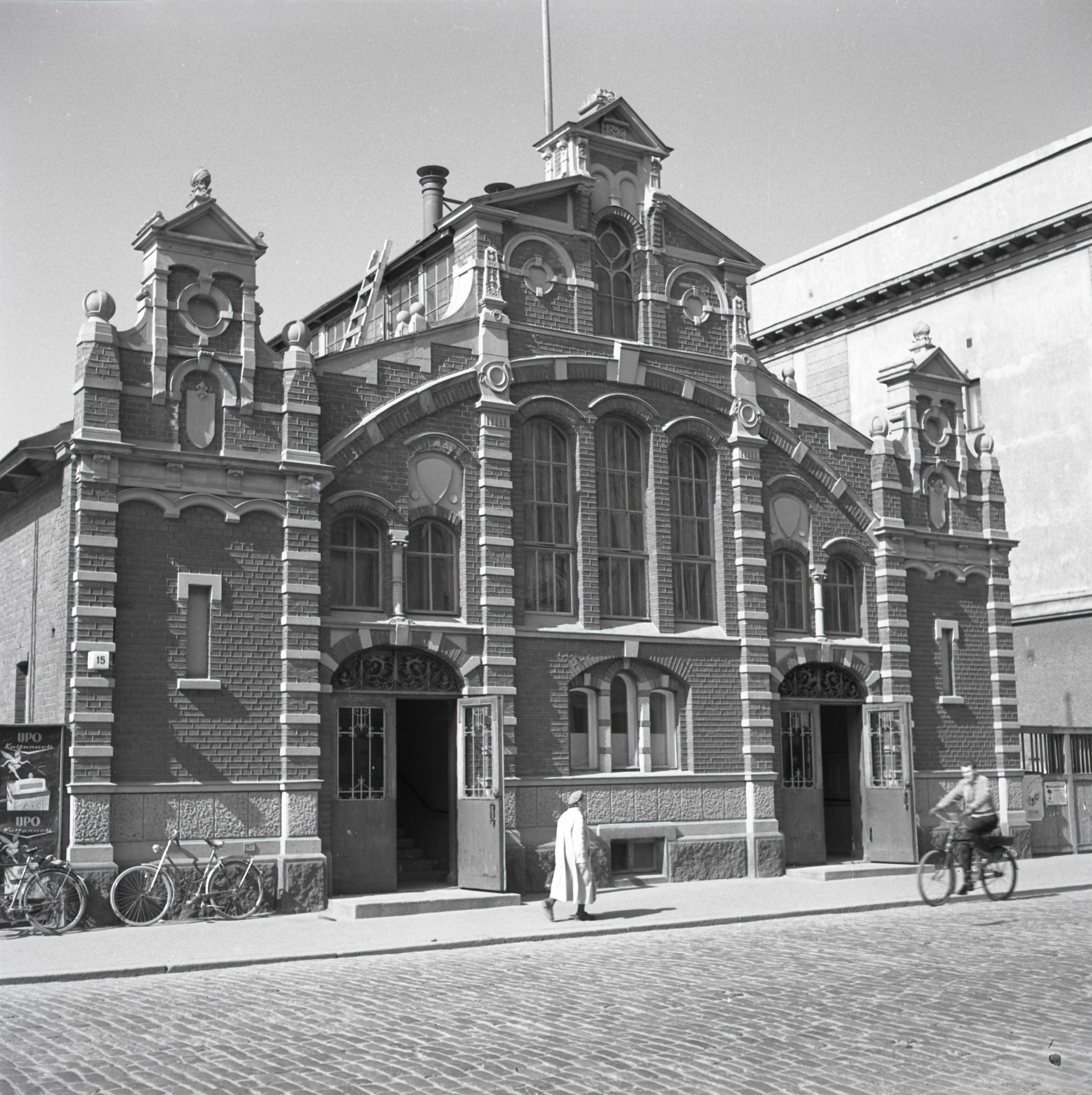
Markthal van Turku
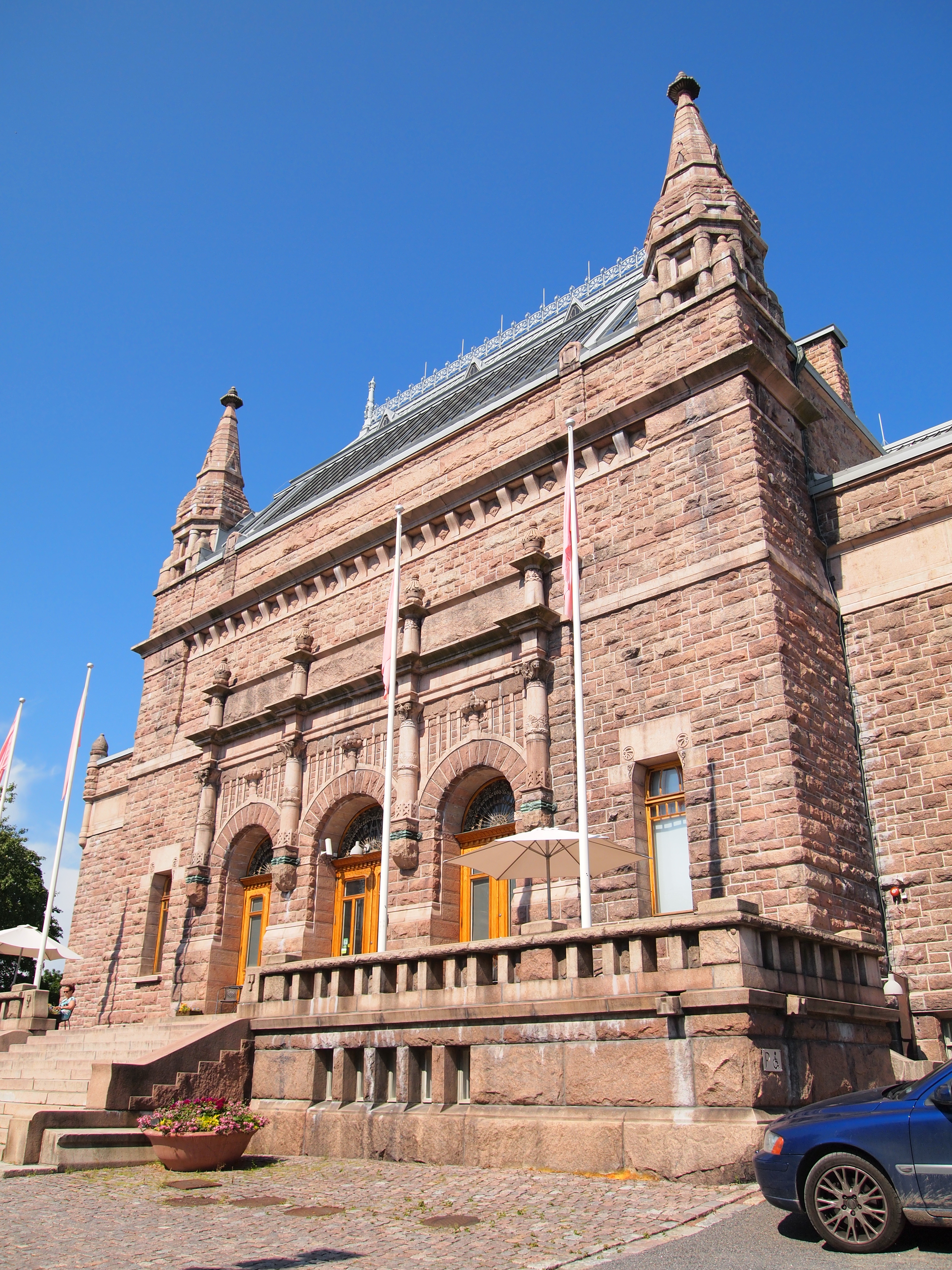
Kunstmuseum van Turku
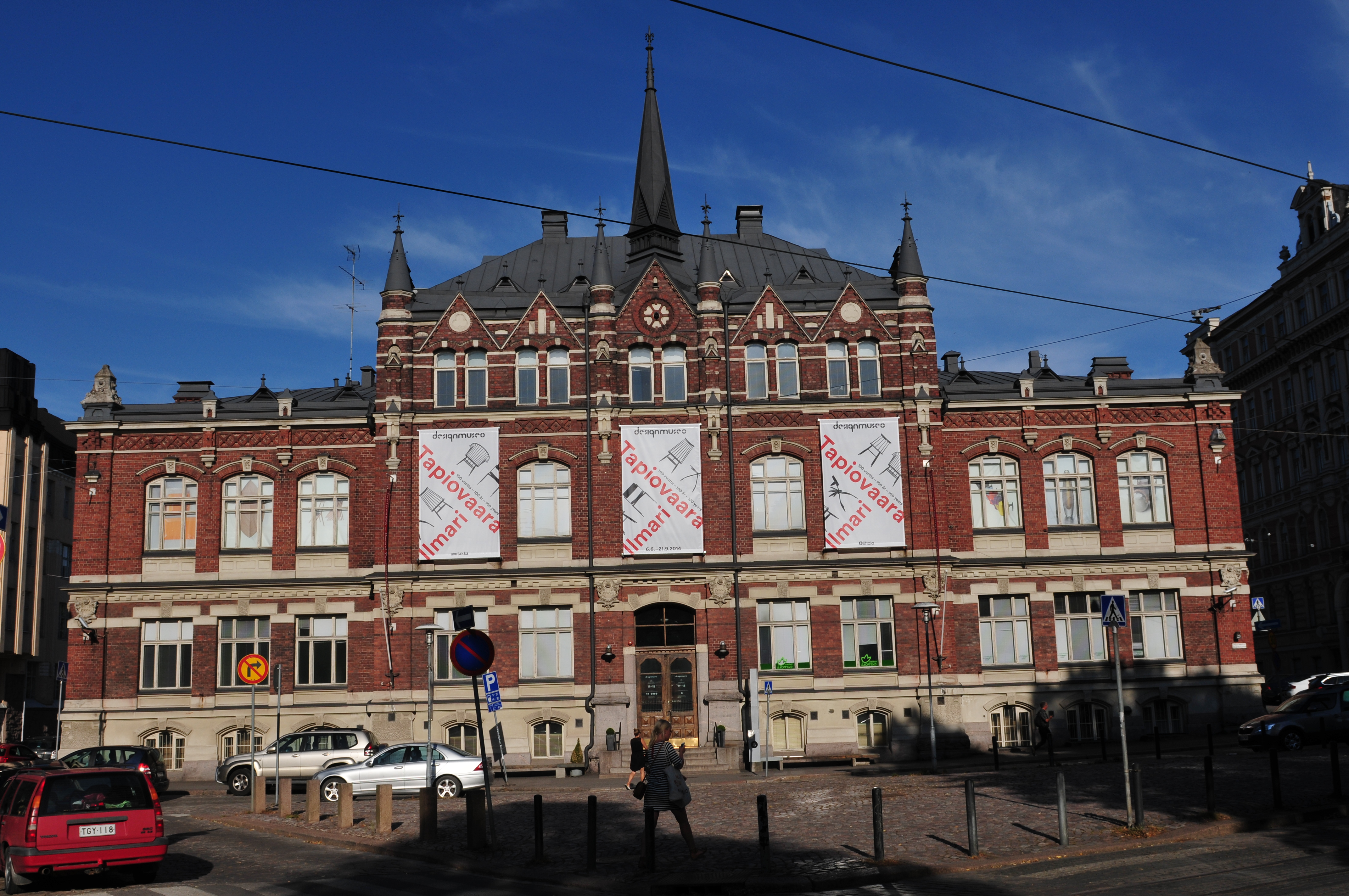
Designmuseum (Helsinki)
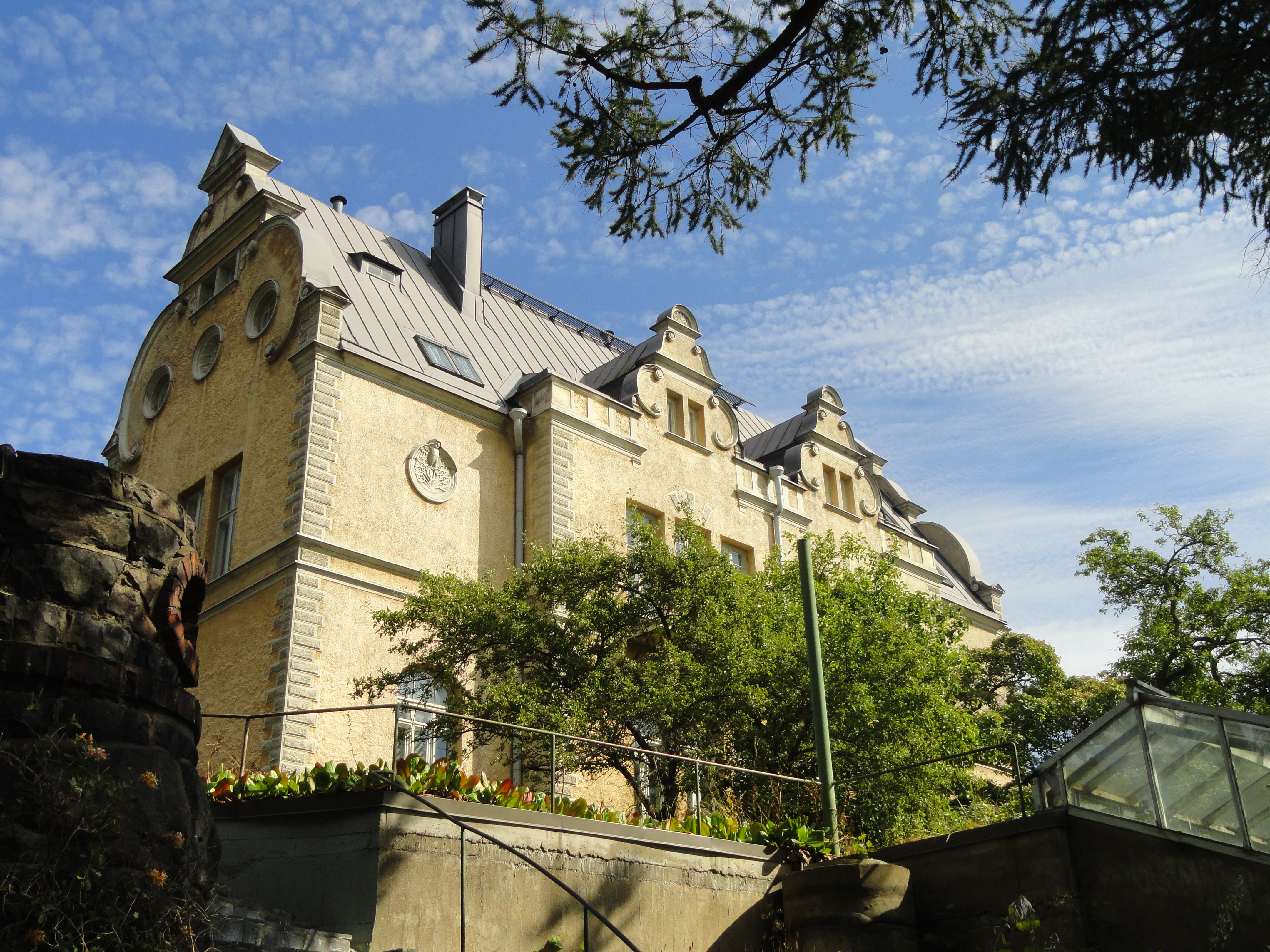
Museum in de Botanische tuin van Kaisiniemi (Helsinki)

- Gemeinsame Normdatei: 133711668
- International Standard Name Identifier: 0000 0000 6687 6217
- Library of Congress Control Number: nr91020451
- LIBRIS: 312016
- Union List of Artist Names: 500122327
- Virtual International Authority File: 47960224
- WorldCat: E39PBJvCWd9XJFmqG3VGWypdcP